# Kazunari Koga
Kazunari Koga (古賀 一成 Koga Kazunari?,  nacido el 17 de abril de 1972 en Shizuoka) es un exfutbolista japonés. Jugaba de centrocampista y su último club fue el Cerezo Osaka de Japón.

## Trayectoria

### Clubes
| Club         | País  | Año         |
| ------------ | ----- | ----------- |
| Cerezo Osaka | Japón | 1995 - 1999 |